# Erzbistum Lecce
Das Erzbistum Lecce (lat.: Archidioecesis Lyciensis, ital.: Arcidiocesi di Lecce) ist eine in Italien gelegene römisch-katholische Erzdiözese mit Sitz in Lecce.

## Geschichte
Im Jahre 1057 wurde das Bistum Lecce errichtet und dem Erzbistum Benevent als Suffraganbistum unterstellt. Vom 17. Mai 1518 bis zum 3. Juni 1521 war unter dem Episkopat von Antonio Acquaviva d’Aragona das Bistum Alessano mit dem Bistum Lecce in persona episcopi vereinigt.
Das Bistum Lecce wurde am 28. September 1960 durch Papst Johannes XXIII. mit der Apostolischen Konstitution Cum a nobis dem Heiligen Stuhl direkt unterstellt. Am 20. Oktober 1980 wurde das Bistum Lecce durch Papst Johannes Paul II. mit der Apostolischen Konstitution Conferentia Episcopalis Apuliae zum Erzbistum und Metropolitanbistum der gleichnamigen Kirchenprovinz erhoben.